# Montmirey-la-Ville
Montmirey-la-Ville är en kommun i departementet Jura i regionen Bourgogne-Franche-Comté i östra Frankrike. Kommunen ligger i kantonen Montmirey-le-Château som tillhör arrondissementet Dole. År 2022 hade Montmirey-la-Ville 170 invånare.

## Befolkningsutveckling
Antalet invånare i kommunen Montmirey-la-Ville
Referens:INSEE